# دياستاز
الدياستاز (بالإنجليزية: Diastase)‏ هي خميرة أو أنزيمة تحوِّل النشاء إلى سكَّر.
والدياستيز يَكون في اللُّعاب، وفي العصارة البنكرياسية، وفي بذور الشعير ونحوها. وهو يُنتَج تجارياً من المَلت.